# دیوید پگ
دیوید پگ (به انگلیسی: David Pegg) (زاده:۲۰ سپتامبر ۱۹۳۵-درگذشته:۶ فوریه ۱۹۵۸) بازیکن فوتبال انگلیسی تیم منچستر یونایتد بود که در حادثه مونیخ جان خود را از دست داد.